# C11orf45
C11orf45 (англ. Chromosome 11 open reading frame 45) – білок, який кодується однойменним геном, розташованим у людей на 11-й хромосомі. Довжина поліпептидного ланцюга білка становить 145 амінокислот, а молекулярна маса — 15 559.
| 10         |  | 20         |  | 30         |  | 40         |  | 50         |
| ---------- |  | ---------- |  | ---------- |  | ---------- |  | ---------- |
| MLTRLVLSAH |  | LSSTTSPPWT |  | HAAISWELDN |  | VLMPSPRIWP |  | QVTPTGRSAS |
| VRSEGNTSSL |  | WNFSAGQDVH |  | AIVTRTCESV |  | LSSAVYTHGC |  | GCVRSATNIT |
| CQSSGQQRQA |  | ARQEEENSIC |  | KAHDSREGRL |  | GYPLSAHQPG |  | SGGPN      |

A: Аланін

C: Цистеїн

D: Аспарагінова кислота

E: Глутамінова кислота

F: Фенілаланін

G: Гліцин

H: Гістидин

I: Ізолейцин

K: Лізин

L: Лейцин

M: Метіонін

N: Аспарагін

P: Пролін

Q: Глутамін

R: Аргінін

S: Серин

T: Треонін

V: Валін

W: Триптофан

Секретований назовні.